# Arta (Griechenland)
Arta (griechisch Άρτα (f. sg.); albanisch Narta) ist eine Stadt mit 43.000 Einwohnern (2011) in der Region Epirus in Griechenland und Verwaltungssitz der gleichnamigen Gemeinde. Sie wurde zuletzt 2010 durch die Eingemeindung von vier Nachbargemeinden erheblich vergrößert.

## Geographie
Arta liegt am Fluss Arachthos, über den eine malerische Brücke führt, 13 Kilometer oberhalb seiner Mündung in den Ambrakischen Golf, einem Busen des Ionischen Meers an der griechischen Westküste.

## Geschichte
Arta liegt an der Stelle des antiken Ambrakia (neugr. Amvrakia), das etwa 640 v. Chr. als Kolonie Korinths gegründet und 295 v. Chr. von König Pyrrhos I. zur Hauptstadt seines Reichs gemacht wurde. Dies war eine erste Glanzzeit der Stadt, von der bei Ausschachtungen für Neubauten bis heute Spuren gefunden werden. Die Eroberung der Festung des mythologischen Ambrakos im Jahre 219 schildert der griechische Historiker Polybios (2. Jh. v. Chr.) in seinem Geschichtswerk (Buch IV.62f.). Im Jahr 146 wurde Ambrakia Teil des Römischen Reiches.
1082 n. Chr. wurde die Stadt erstmals Arta genannt. Nach der Eroberung Konstantinopels durch die Kreuzfahrer wurde Arta 1204 Hauptstadt und Bischofssitz des von Michael I. Komnenos Dukas Angelos gegründeten und von dem byzantinischen Kaiserreich Nikaia und nach 1261 von Konstantinopel unabhängigen Despotats Epirus, das zur Zeit von Theodoros I. Komnenos Dukas ( 1214-30) seine größte Ausdehnung hatte. Bis 1318 blieb Arta im Besitz der Komnenen und erlebte eine zweite Blütezeit, von der die vielen Kirchen in der Stadt und ihrer Umgebung zeugen. Durch vorsichtig opportunistische Politik gelang es den Regierenden, Arta von den Auswirkungen machtpolitischer Interessen fernzuhalten und die Stadt gleichzeitig westlichen und östlichen Einflüssen zu öffnen. Wohlstand und Vielfalt künstlerischer und architektonischer Ausdrucksformen waren die Folge. Arta fiel dann an die italienische Dynastie der Orsini, Pfalzgrafen von Kephalonia (1318–1337), anschließend unter dem Zaren Stefan Uroš IV. Dušan an das Serbische Reich (1337–1359), dann an lokale albanische Fürsten (1359–1416).
Arta wurde schließlich 1449 von den Osmanen erobert und in Narda umbenannt.
Am 16. Juli 1822 besiegten hier die Türken unter Reşid Mehmed Pascha die Griechen unter Maurokordatos und Normann, 1881 eroberten die Griechen Arta zurück. Seitdem ist Arta Hauptstadt der gleichnamigen griechischen Präfektur (Nomos) und einer der zwei dazugehörigen Eparchien. Arta war Sitz eines Erzbischofs, eines Gerichts erster Instanz und eines Staatsgymnasiums, und hatte 1881 4.328 Einwohner, davon zwei Drittel Griechen, welche Handel mit den Landesprodukten trieben. Ein verfallenes Fort steht an der Stelle der alten Zitadelle.

## Byzantinische Kirchen

### Panagia Parigoritissa

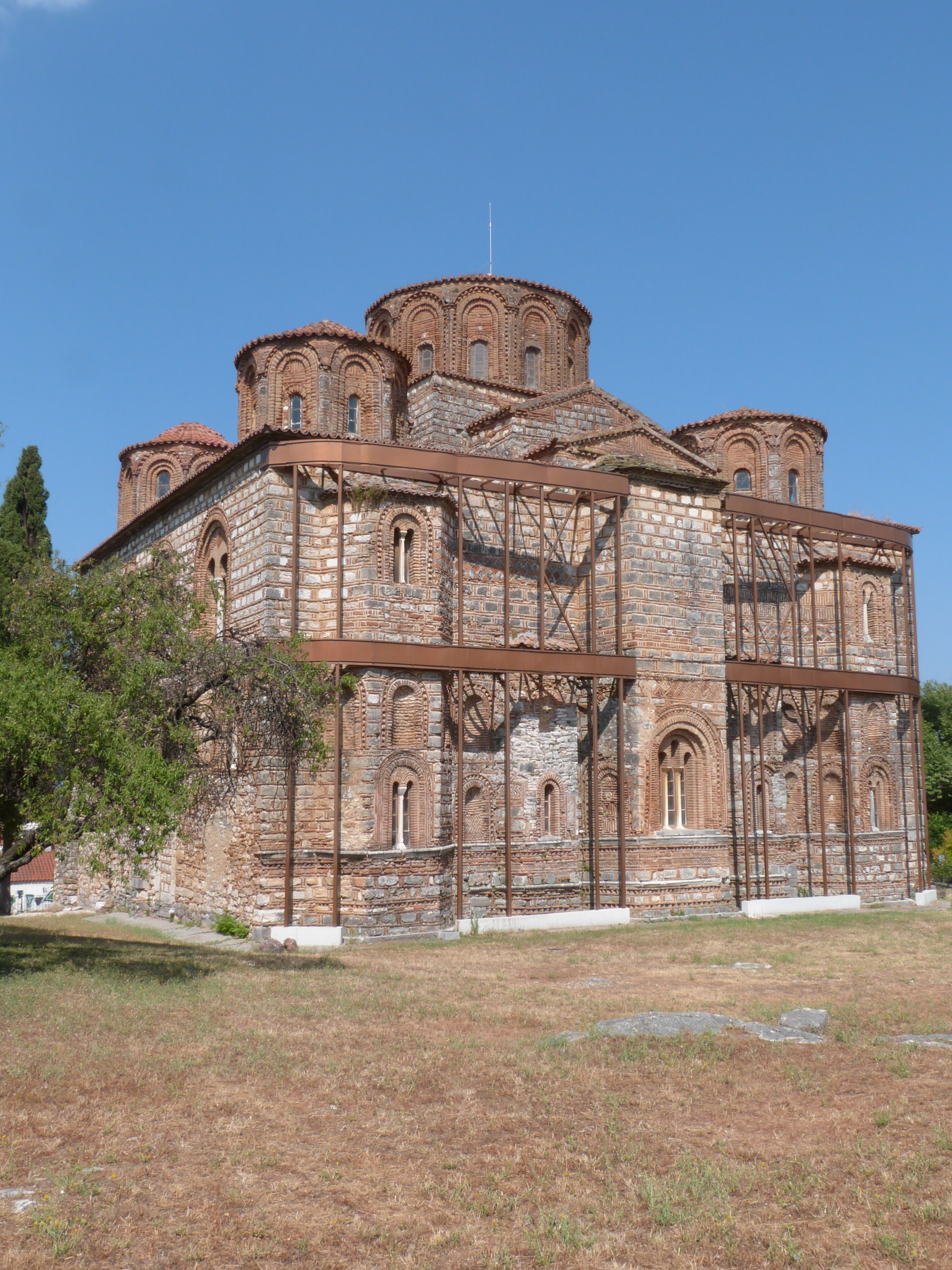
Arta: Panagia Parigoritissa

Die Metropolitenkirche der Trostreichen Muttergottes ist die größte und berühmteste Kirche von Arta. Sie wurde um 1290 unter dem Despoten Nikephoros I. (1271–1296) errichtet und ist ein Beispiel der kulturellen Vielfalt der Stadt.
Der imposante, würfelförmige Bau mit den fünf runden Dachtürmen wirkt von außen eher wie ein Palast. Das viergeschossige Innere wird von einem zierlichen Strebewerk aus Spolien und gotischen Arkaden gebildet und zeigt deutlich den Einfluss der westeuropäischen Spätromanik und Frühgotik in Architektur und Bauplastik. Die Kuppel jedoch wird von dem für die byzantinische Kunst typischen Pantokrator, als Mosaik ausgeführt, beherrscht. Diese und andere Mosaikarbeiten in der Kirche wurden von Künstlern aus Konstantinopel und Thessaloniki ausgeführt und zählen zu den bedeutendsten Werken der byzantinischen Kunst des 13. Jahrhunderts.

### Agia Theodora
Die dreischiffige Basilika wurde von Theodora, der später heiliggesprochenen Gemahlin des Despoten Michael II. (1237–1271) gegründet. Ihr reliefverzierter Sarkophag steht im überkuppelten Narthex und zeigt sie und ihren Sohn Nikephoros zwischen zwei Engeln. Die Kirche ist dreischiffig mit drei Apsiden an der Ostseite und einem offenen Säulengang auf der Südseite.

### Agios Vasilios
Die kleine Basilika wurde wahrscheinlich in der 2. Hälfte des 13. Jahrhunderts erbaut. Die Außenwände sind mit Ziegeln in Fischgrät- und Mäandermuster verziert und enthalten zusätzlich farbige Fayenceplatten und Keramikintarsien. Die Wandmalereien im Inneren stammen aus dem späten 17. und frühen 18. Jahrhundert.

## Brücke von Arta

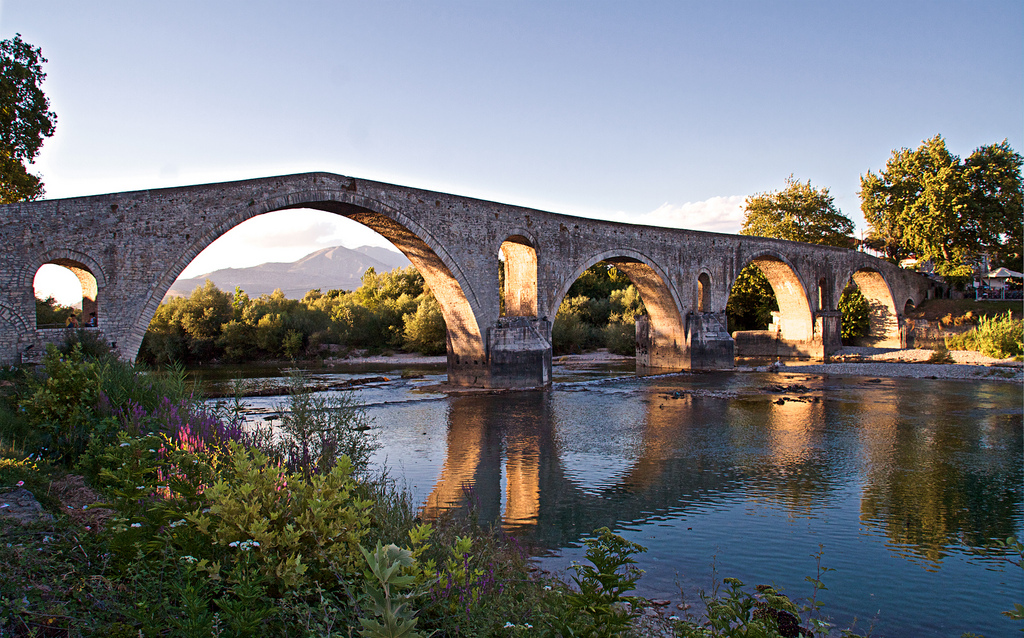
Die historische Brücke

Als Sehenswürdigkeit gilt die Brücke von Arta, die bereits in der Antike erwähnt wird. Die heutige, 142 m lange Bogenbrücke wurde in der osmanischen Zeit zwischen 1602 und 1606 errichtet. Sie ist auch in einem griechischen Volksmärchen verewigt.

## Söhne und Töchter der Stadt

### Antike
- Pyrrhos I. (* ca. 319/18 v. Chr.; † 272 v. Chr.), Anführer (Hegemon) des Bundes von Epirus und König der Molosser
- Epicrates von Ambracia (4. Jahrhundert v. Chr.), Komödiendichter
- Silanus von Ambracia (5. Jh. v. Chr.), Wahrsager in Xenophons Anabasis
- Epigonus von Ambracia (6. Jahrhundert v. Chr.), Musiker

### Byzanz
- Michael I. Komnenos Dukas Angelos, Gründer und erster Herrscher des Despotats Epirus (1205–1215)
- Theodoros I. Angelos (* 1180/1185; † um 1253), Despotat Epirus (1215–1230), byzantinischer Gegenkaiser in Thessaloniki (1224–1230)
- Theodora Petraliphaina, Heilige der Orthodoxen Kirche als Heilige Theodora von Arta (* ca. 1225, † nach 1270), Ehefrau des Despoten von Epirus Michael II. Komnenos Dukas Angelos
- Michael II. Komnenos Dukas Angelos (* 1205; † 1266/1268), Despotat Epirus (1230–1266/1268)
- Nikephoros I. Komnenos Dukas Angelos (* um 1240; † um 1297), Despotat Epirus (1267/8–ca. 1297)
- Thomas Komnenos Dukas Angelos (* um 1288; † 1318), Despotat Epirus (c. 1297–1318)

### Neuzeit
- Maximus der Grieche (* 1475; † 1556), Mönch, Schriftsteller, Humanist und Übersetzer
- Nikolaos Skoufas (* 1779; † 1818), Mitglied der Filiki Eteria einer Geheimorganisation zur Beseitigung der türkischen Herrschaft über Griechenland
- Georgios Karaiskakis (* 1782; † 1827), General des Griechischen Unabhängigkeitskriegs
- Theodoros Tzinis (* 1798; † 1869), Held des Griechischen Unabhängigkeitskriegs
- Besim Ömer Akalın (* 1862 oder 1863; † 1940), Professor der Medizin, Pascha, Direktor des Türkischen Roten Halbmondes und zwischen 1921 und 1924 der sechste Großmeister der Großloge der Freien und Angenommenen Maurer der Türkei
- Napoleon Zervas (* 1891; † 1957), griechischer General und Widerstandskämpfer während des Zweiten Weltkrieges, organisierte und leitete den EDES, eine Widerstandsorganisation gegen die deutsche Besetzung Griechenlands
- Konstantinos Karapanos (* 1840; † 1914), griechischer Bankkaufmann, Politiker und Archäologe
- Alexandros Karapanos (* 1873; † 1946), Politiker und Diplomat
- Olga Gerovasili (* 1961), Medizinerin und Politikerin
- Antonios Nikopolidis (* 1971), Fußballtorwart